# J.R. Celski
John Robert « J.R. » Celski, né le 17 juillet 1990 à Monterey (Californie), est un patineur de vitesse sur courte piste de nationalité américaine.

## Biographie
Il commence le roller en ligne à l'âge de 3 ans, puis commence le short-track en 2002. Son père est d'origine polonaise et sa mère d'origine philippine : il porte sur son torse un tatouage, qui représente le soleil et les étoiles du drapeau des Philippines, entourés de l'aigle du blason polonais.
Son père, Robert John Celski, est plusieurs fois champions des États-Unis de roller en ligne.
Avant de partir en compétition, il va toujours chez le coiffeur et amène la nourriture qu'il consommera pendant le voyage. Il met toujours son patin gauche en premier.

## Carrière

### Olympiade de Vancouver 2010
Début 2009, il prend la deuxième place du classement général des championnats du monde, avec l'or au 3000 mètres et au relais du 5000 mètres. En septembre 2009, pendant les sélections des Jeux olympiques de 2010, il chute en demi-finale du 500 mètres et se coupe profondément à la jambe, à deux centimètres de son artère fémorale. Il est emmené en ambulance à l'hôpital et opéré immédiatement.
Aux Jeux olympiques de 2010, il reçoit la médaille de bronze au 1500 mètres et au relais masculin. Après les Jeux olympiques de 2010, il prend un an pour produire un documentaire sur la scène hip-hop à Seattle.
En 2012, il est le premier patineur de vitesse sur piste courte au monde à passer sous la barre des 40 secondes au 500 mètres.

### Olympiade de Sotchi 2014
Il se blesse à la hanche en 2013, mais refuse de se faire opérer avant les Jeux olympiques. Début 2014, il prend la deuxième place du classement général des championnats du monde. Pendant les Jeux olympiques, il obtient la médaille d'argent sur le relais du 5000 mètres. Après les Jeux olympiques de 2014, il se fait opérer à la hanche et arrête l'entraînement pendant un an.
En 2016, il se blesse au genou pendant les championnats nationaux. Il annonce ensuite ne pas participer aux manches restantes de la coupe du monde en raison de sa blessure.

### Olympiade de Pyeongchang 2018
En 2017, il arrive 8e au 1000 mètres pendant la première manche de la coupe du monde de patinage de vitesse sur piste courte 2017-2018, avec une chute en finale B. Il prend la médaille de bronze au 1500 mètres à la dernière manche de la saison, derrière Charles Hamelin et Hwang Dae-heon.
En coupe du monde le 13 novembre 2018, il bat le record du monde du relais masculin aux côtés de John-Henry Krueger, Keith Carroll et Thomas Hong, avec un temps de 6 min 29 s 052, soit presque deux secondes de moins que l'ancien record, détenu par le Canada depuis 2012.

## Sponsors
En décembre 2017, il signe un partenariat avec Core Power, une entreprise de milkshakes protéinés.